# Mikael Bedros III Kasbarian
Mikael Bedros III Kasbarian (Armeens: Միքայէլ Պետրոս Գ. Գասպարեան) ( ? – 28 november 1780) was een katholikos-patriarch van de Armeens-Katholieke Kerk.
Mikael Kasbarian werd in 1753 door de synode van de Armeens-katholieke Kerk gekozen tot katholikos-patriarch van Cilicië van de Armeniërs als opvolger van Hagop Bedros II Hovsepian die op 9 juni 1753 was overleden. Kasbarian nam daarop de naam Mikael Bedros III Kasbarian aan. Zijn benoeming werd op 22 juli 1754 bevestigd door paus Benedictus XIV. De zetel van het patriarchaat was gevestigd in Bzommar, waar tijdens de ambtsperiode van Mikael Bedros III Kasbarian een kerk gebouwd werd.